# René Bihel
René Bihel (ur. 2 września 1916 w Montivilliers, zm. 8 września 1997) – francuski piłkarz oraz trener, reprezentant kraju grający na pozycji napastnika.

## Kariera klubowa
Urodził się w Montivilliers, we Francji. Swoją przygodę z futbolem rozpoczął w 1929 w US Tréfileries du Havre. W 1936 został zawodnikiem US Quevilly. Po dwóch latach został piłkarzem Valenciennes, dla którego w 31 meczach strzelił 14 bramek. W latach 1939–1945 grał w zespole Le Havre, SC Fives oraz EF Lille-Flandres, jednak ze względu na II wojnę światową drużyny te nie uczestniczyły w żadnych oficjalnych rozgrywkach.
Od 1944 do 1946 był zawodnikiem Lille OSC, w barwach którego zdobył mistrzostwo Francji w sezonie 1945/1946 oraz Puchar Francji. Dodatkowo został z 28 bramkami królem strzelców rozgrywek. Sezon 1946/1947 spędził w drużynie Le Havre. Następnie został zawodnikiem Olympique Marsylia, w barwach które zdobył mistrzostwo Francji w sezonie 1947/1948.
Rundę jesienną sezonu 1949/1950 spędził w zespole SC Toulon, po czym zasilił szeregi zespołu RC Strasbourg. Podczas gry w tej drużynie zdobył w 1951 roku Puchar Francji. W latach 1951–1953 występował w drużynie AJJ Blois. Karierę zakończył w 1954 jako grający trener w drużynie Le Havre.
| Sezon   | Klub               | Kraj    | Rozgrywki          | Mecze | Bramki |
| ------- | ------------------ | ------- | ------------------ | ----- | ------ |
| 1937/38 | US Quevilly        | Francja |                    |       |        |
| 1938/39 | Valenciennes       | Francja | Division 2         | 31    | 14     |
| 1939/40 | Le Havre AC        | Francja |                    |       |        |
| 1940/41 | Le Havre AC        | Francja |                    |       |        |
| 1941/42 | Le Havre AC        | Francja |                    |       |        |
| 1942/43 | SC Fives           | Francja |                    |       |        |
| 1943/44 | EF Lille-Flandres  | Francja |                    | 30    | 38     |
| 1944/45 | Lille              | Francja |                    | 22    | 30     |
| 1945/46 | Lille              | Francja | Première Division  | 25    | 28     |
| 1946/47 | Le Havre AC        | Francja | Première Division  | 27    | 15     |
| 1947/48 | Olympique Marsylia | Francja | Première Division  | 29    | 15     |
| 1948/49 | Olympique Marsylia | Francja | Première Division  | 24    | 17     |
| 1949/50 | SC Toulon          | Francja | Division 2         | 13    | 10     |
| 1949/50 | RC Strasbourg      | Francja | Première Division  | 12    | 2      |
| 1950/51 | RC Strasbourg      | Francja | Première Division  | 21    | 8      |
| 1951/52 | AJJ Blois          | Francja | Division d’Honneur |       |        |
| 1952/53 | AJJ Blois          | Francja | Division d’Honneur |       |        |
| 1953/54 | Le Havre AC        | Francja | Première Division  | 5     | 0      |

## Kariera reprezentacyjna
Karierę reprezentacyjną rozpoczął 8 kwietnia 1945 meczem przeciwko Szwajcarii, przegranym 0:1. Swój ostatni mecz w kadrze rozegrał 23 marca 1947 w Colombes przeciwko Portugalii, w którym to spotkaniu strzelił bramkę, a spotkanie zakończyło się zwycięstwem 1:0. W sumie w narodowych barwach rozegrał 6 mecze i strzelił 1 bramkę.
| Mecze i gole w reprezentacji | Mecze i gole w reprezentacji | Mecze i gole w reprezentacji | Mecze i gole w reprezentacji | Mecze i gole w reprezentacji | Mecze i gole w reprezentacji | Mecze i gole w reprezentacji |
| #                            | Data                         | Miasto                       | Przeciwnik                   | Gol                          | Wynik                        | Rozgrywki                    |
| ---------------------------- | ---------------------------- | ---------------------------- | ---------------------------- | ---------------------------- | ---------------------------- | ---------------------------- |
| 1.                           | 08.04.1945                   | Lozanna                      | Szwajcaria                   |                              | 0:1                          | towarzyski                   |
| 2.                           | 26.05.1945                   | Londyn                       | Anglia                       |                              | 2:2                          | towarzyski                   |
| 3.                           | 07.04.1946                   | Colombes                     | Czechosłowacja               |                              | 3:0                          | towarzyski                   |
| 4.                           | 14.04.1946                   | Lizbona                      | Portugalia                   |                              | 1:2                          | towarzyski                   |
| 5.                           | 05.05.1946                   | Colombes                     | Austria                      |                              | 3:1                          | towarzyski                   |
| 6.                           | 23.03.1947                   | Colombes                     | Portugalia                   | Gol                          | 1:0                          | towarzyski                   |

## Kariera trenerska
Podczas kariery trenerskiej pracował w zespołach Le Havre (1953−1954) jako grający trener, oraz w AJJ Blois (1954−1956), jednak bez sukcesów.

## Osiągnięcia
Lille OSC
- Mistrzostwo Francji: 1946
- Puchar Francji: 1946
- Król strzelców Première Division (1): 1945/1946 (28 goli)

Olympique Marsylia
- Mistrzostwo Francji: 1948

RC Strasbourg
- Puchar Francji: 1951